# Chu Cao Hú
Chu Cao Hú (朱高煦; 30 tháng 12, 1380 - 6 tháng 10, 1426), là hoàng tử thứ hai của Minh Thành Tổ và Nhân Hiếu Văn hoàng hậu Từ thị. Ông là người phát động Cao Hú chi loạn nhưng bị chính cháu ruột của mình, Minh Tuyên Tông bắt giữ và giết chết.

## Hoàng tử
Chu Cao Hú là em ruột của Minh Nhân Tông Chu Cao Sí. Mẹ ruột của Chu Cao Hú là Từ Hoàng hậu, vốn xuất thân là con gái đại thần Từ Đạt trong triều. Có hậu thuẫn vững chắc từ gia tộc họ ngoại, lại kế thừa khả năng thiện chiến của cha, vị Hoàng tử này từ sớm đã không hứng thú với chữ nghĩa, nhưng lại sở hữu võ nghệ cao cường, tính cách cũng ngông cuồng không kém. Khi mới 10 tuổi ông đã được ông nội là Minh Thái Tổ Chu Nguyên Chương phong làm Cao Dương vương (高陽王), sau này đổi thành Hán vương (漢王) năm 1404, từ đó lại càng thêm phách lối.
Lúc Chu Nguyên Chương qua đời, Cao Hú trở về kinh thành tham dự tang lễ. Thấy cháu mình có thái độ hành xử không đúng mực, cậu ruột của ông đã bất mãn mà nói rằng: "Nếu cháu không sửa lại lời ăn tiếng nói, sau này dễ mang họa sát thân!"
Chu Cao Hú chẳng những đem lời khuyên của cậu ruột coi như gió thoảng bên tai, mà còn trộm đi ngựa chiến được cậu ruột coi như báu vật, trên đường rời kinh đô còn lạm sát người vô tội.
Bá quan văn võ trong triều đều bất bình trước những hành động này, đồng loạt dâng tấu mong vua (lúc bấy giờ là Kiến Văn Đế Chu Doãn Văn) trừng trị Cao Hú. Nhưng bản thân Kiến Văn Đế lại chẳng nỡ xuống tay với em họ.
Từ đó có thể thấy, tính cách phách lối, hung tàn, bạo ngược của vị Hoàng tử này một phần xuất phát từ thân phận cao quý, nhưng phần lớn lại do sự bao che của hoàng tộc mà thành.
Nói về gia đình Chu Cao Hú, huynh trưởng của ông là Chu Cao Sí vốn nho nhã, khiêm nhường, nhưng vì không thích luyện võ nên thân thể có phần mập mạp. Cao Hú thì rất quan tâm đến quân đội, rất giỏi cung kị. Từng theo cha đi chinh phạt khắp Mông Cổ.
Trong lòng của Yên vương Chu Đệ từ lâu đã coi Chu Cao Sí là kẻ tính cách nhu nhược chẳng giống ai, ngược lại còn hết sức tán thưởng sự thiện chiến của Chu Cao Hú.
Khi Kiến Văn Đế hạ lệnh bãi bỏ chế độ phiên vương, Chu Đệ vô cùng bất mãn, liền phát động cuộc binh biến mang tên "Tĩnh Nan chi dịch". Ông cùng con thứ Cao Hú đem quân chiến đấu với triều đình.
Mặc dù Chu Cao Hú tính cách ngông cuồng, ngang ngược, nhưng trên chiến trường lại vô cùng dũng mãnh, còn nhiều lần xả thân cứu cha ruột khỏi cảnh nguy nan.
Bản thân Chu Đệ biết rõ, khi đã phát động binh biến, cả gia đình vốn chẳng còn đường lui, hoặc là đem quân liều mình đánh chiếm kinh thành, hoặc là binh bại mà chết. Vì vậy, để khích lệ ý chí chiến đấu của người con thứ vốn thiện chiến này, ông đã từng hứa hẹn với Chu Cao Hú:
"Huynh trưởng của con thân thể không tốt, ta lại vô cùng coi trọng con. Một khi có được thiên hạ, con chính là đại công thần lớn nhất của ta".
Chu Cao Hú nghe những lời ấy liền một mực tin rằng chỉ cần đánh thắng sẽ được cha phong làm Thái Tử. Lời khích lệ với hàm ý thâm sâu này đã khiến Cao Hú càng liều mạng trên chiến trường đẫm máu hết lần này tới lần khác.
Trải qua ba năm binh biến đầy gian khổ, Chu Đệ cuối cùng cũng đạt được ý nguyện. Nhưng khi vừa có được ngai vị, ông lại phải đối mặt với một vấn đề cũng đau đầu không kém – sắc lập Thái tử.
Bản thân Chu Đệ và một số võ tướng cho rằng, Chu Cao Hú dù đã từng làm một vài chuyện xấu, nhưng lại lập được nhiều chiến công hiển hách. Hơn nữa Chu Đệ cũng từng cất lời hứa hẹn với chính con trai mình, vì vậy ông thật tâm muốn "phế trưởng lập thứ".
Tuy nhiên, phần lớn các đại thần quan văn lại một mực ủng hộ lập con trưởng là Chu Cao Sí lên làm Thái tử, bởi trước kia Minh Thái Tổ Chu Nguyên Chương cũng từng sắc phong Cao Sí làm Vương Thế tử. Thành Tổ lại rất yêu thích đứa cháu nội của mình là Chu Chiêm Cơ, sau này là Minh Tuyên Tông, con của Cao Sí. Sau nhiều lần cân nhắc, Chu Đệ quyết định tuân theo nguyên tắc "lập trưởng không lập thứ", phong Chu Cao Sí làm Thái tử tức Minh Nhân Tông sau này., còn Chu Cao Hú chỉ được làm Hán vương.

## Chu Cao Hú chi loạn
Chuyện vua cha nuốt lời khiến Cao Hú vô cùng uất hận, từ đó hành xử càng thêm ngang ngược, thậm chí còn từng dấy binh tạo phản làm loạn. Thành Tổ giận lắm, muốn giết Cao Hú. Cao Sí lại niệm tình anh em, xin tha chết cho Cao Hú. Chu Cao Hú lại lập lời thề độc nếu mang lòng phản nghịch nữa thì bị ném vào vạc dầu. Vua liền tha mạng cho Chu Cao Hú, nhưng bị đày đến Lạc An, Sơn Đông năm 1416 và không được phép rời khỏi thái ấp khi không có lệnh của triều đình.
Ở Sơn Đông, Cao Hú bí mật huấn luyện quân đội của ông kể từ khi ông có ý định làm loạn. Qua nhiều năm, ông chiêu nạp được nhiều vị tướng tài để thực hiện âm mưu của mình. Minh Tuyên Tông lên ngôi cũng là lúc Cao Hú phát động nổi loạn với hy vọng cướp đoạt thiên hạ từ tay cháu ruột giống như những gì Chu Đệ đã làm với Kiến Văn Đế năm xưa, sử sách ghi là cuộc Chu Cao Hú chi loạn. Tân hoàng đế đích thân dẫn 20.000 quân đến quyết bắt cho bằng được. Cao Hú bại thế và đầu hàng. Sau đó ông bị truất hết tước vị và bị phế làm thứ dân.

## Cái chết
Sau cuộc nổi loạn đó, Cao Hú sau đó bị trói vào cột và bị thiêu đến chết cho đúng với lời thề của ông. Tất cả thê thiếp và những người con của ông đều bị xử tử theo cách đó. 600 quan viên tham gia nổi loạn đều bị giết, hơn 2000 quân lính bị đày đi biên ải. Sử sách ghi rằng, Minh Tuyên Tông niệm tình Chu Cao Hú là chú ruột, chỉ đem ông giam vào ngục chứ không xử trảm. Sau này, nhà vua có vào ngục thăm hỏi, nhưng Cao Hú chẳng những không tạ ân mà còn đá ngã Hoàng đế nên ông mới phải nhận án tử.

## Gia thất

### Thê thiếp
- Vi phi (韦妃)
- Quách phi (郭妃), em gái của Quách Quý phi (phi tử của Minh Nhân Tông)

### Con cái
1. Chu Chiêm Hác (朱瞻壑; 1398 - 26 tháng 9, 1421), Ý Trang Thế tử (懿莊世子), mất sớm, mẹ là Vi phi, không con
2. Chu Chiêm Kỳ (朱瞻圻; 1404 - 6 tháng 10, 1426), mẹ là Vi phi, được phong Hán thế tử (汉世子), phế làm thứ dân, giam ở Phượng Dương rồi bị giết, không con thừa tự
3. Chu Chiêm Thản (朱瞻坦), được phong Hán thế tử (汉世子), mẹ là Vi phi, sau bị tử hình cùng với Chu Cao Hú vào năm 1426
4. Chu Chiêm Tức (朱瞻垐), Tức Quận vương (济阳王), sau bị tử hình cùng với Chu Cao Hú vào năm 1426
5. Chu Chiêm Vực (朱瞻域), Lâm Truy vương (临淄王), sau bị tử hình cùng với Chu Cao Hú vào năm 1426
6. Chu Chiêm Tử (朱瞻垶), Xương Lạc vương (昌乐王), sau bị tử hình cùng với Chu Cao Hú vào năm 1426
7. Chu Chiêm Dịch (朱瞻墿), Truy Xuyên vương (淄川王), sau bị tử hình cùng với Chu Cao Hú vào năm 1426
8. Chu Chiêm Bình (朱瞻坪), Tế Đông vương (齐东王), sau bị tử hình cùng với Chu Cao Hú vào năm 1426
9. Chu Chiêm Đảo (朱瞻壔), Nhiệm Thành vương (任城王), sau bị tử hình cùng với Chu Cao Hú vào năm 1426
10. Chu Chiêm Trường (朱瞻㙊), Hải Phong vương (海丰王), sau bị tử hình cùng với Chu Cao Hú vào năm 1426
11. Chu Chiêm Bang (朱瞻垹), Tân Thái vương (封新泰王), sau bị tử hình cùng với Chu Cao Hú vào năm 1426

## Phim ảnh
| Năm  | Phim                   | Diễn viên   | Nhân vật   |
| 2019 | 《Đại Minh Phong Hoa》 | Du Hạo Minh | Chu Cao Hú |